# Google Allo
Google Allo fue una aplicación de mensajería que estuvo disponible tanto para Android como para iOS y se basaba en la comunicación directa entre teléfonos o a través de su versión web Tras su lanzamiento, algunos críticos alabaron su interfaz limpia y fácil de entender, mientras que expertos en seguridad informática denunciaron el riesgo que representa para la privacidad.
En abril de 2018, Google deja de desarrollar Allo en favor de una nueva aplicación llamada Chat. Fue oficialmente cerrada el 19 de marzo de 2019.

## Historia
Google Allo se anunció en la conferencia de desarrolladores de Google el 18 de mayo de 2016. En ese momento, Google dijo que lanzaría Allo en el verano de 2016, y lo lanzaron el 21 de septiembre de 2016. Durante la presentación del teléfono inteligente Pixel de Google en octubre de 2016, anunció que Allo estaría preinstalado en los teléfonos Pixel, junto con su aplicación hermana, Google Duo. En febrero de 2017, un tuit del vicepresidente de comunicaciones de Google, Nick Fox, mostró una captura de pantalla de Allo ejecutándose como una aplicación web, junto con las palabras: “Aún en desarrollo temprano, pero llegando a un escritorio cerca de ti...” Otro tuit de Fox en mayo indicó que el cliente web estaba "a uno o dos meses del lanzamiento público".
En agosto, Google Allo para la web se puso en marcha para los usuarios de Android que utilizan Google Chrome, mientras que la compatibilidad con Firefox, Opera e iOS se implementó en octubre.
En abril de 2018, se informó que Google “detendría” el desarrollo de Allo. Anil Sabharwal, el nuevo jefe del grupo de comunicaciones de Google, declaró que sus empleados trabajarían principalmente en la implementación del perfil universal Rich Communication Services (RCS) basado en operadores, bajo la marca “Chat”. Esto se implementó dentro de la aplicación de mensajes de Android utilizada para SMS.
En diciembre de 2018, Google anunció que dejaría de admitir Allo en marzo de 2019. Una actualización final de la aplicación permitió a los usuarios exportar mensajes de chat de Allo. El servicio Allo se cerró por completo el 14 de marzo de 2019 y su página de inicio recomendaba a los usuarios probar la aplicación Mensajes de Google como alternativa.

## Características

### Respuestas Inteligentes
Esta función usaba una tecnología que le permitía a Google sugerir una respuesta al último mensaje recibido. De igual forma, Google Allo analizaba las imágenes para brindar una respuesta similar y rápida. Tenía cierta capacidad de lenguaje natural gracias al Asistente de Google mediante respuestas automáticas inteligentes -el propio software aprendía mediante la introducción de un algoritmo para procesar la data, por lo que se podía chatear con él directamente o realizar preguntas.

### Modo incógnito
Una función que le permitió al usuario poder recibir notificaciones privadas y cifrado alto.

### “Shout Whisper”
Le permitió al usuario poder ampliar y disminuir el tamaño del mensaje.

### Asistente de Google
Un asistente virtual conversacional de Google.

### Audio y texto
Permite intercambiar mensajes de audio y de texto, del mismo modo que WhatsApp, y además permite escribir o hacer dibujos sobre las imágenes, como Snapchat.

### Chats que desaparecen
Del mismo modo que en Telegram, se puede configurar el sistema para que las conversaciones desaparezcan en 30 segundos, un minuto, una hora o un día.

## Críticas
Edward Snowden, ex-analista de la NSA estadounidense, describió Google Allo como una aplicación "que graba todos los mensajes que envías y se los facilita a la policía cuando los pide". También criticó el hecho de que no cifre los mensajes por defecto y recomendó que no se utilice esta aplicación.